# Championnats du monde de tir à l'arc 1997
Navigation
Édition précédente Édition suivante
Les championnats du monde de tir à l'arc 1997 sont une compétition sportive de tir à l'arc organisée en 1997 à Victoria, au Canada. Il s'agit de la 39e édition des championnats du monde de tir à l'arc.

## Résultats

### Classique
| Event             | Or                                                | Argent                                                         | Bronze                                                      |
| ----------------- | ------------------------------------------------- | -------------------------------------------------------------- | ----------------------------------------------------------- |
| Individuel hommes | Kim Kyung-Ho Corée du Sud                         | Christophe Peignois Belgique                                   | Jang Yong-Ho Corée du Sud                                   |
| Par équipe hommes | Corée du Sud Kim Kyung-Ho Jang Yong-Ho Kim Bo-ram | Norvège Martinus Grov Bård Nesteng H. Håkonsen                 | Russie Baljinima Tsyrempilov Dmitri Paltchekh Yuri Leontiev |
| Individuel femmes | Kim Du-Ri Corée du Sud                            | Cornelia Pfohl Allemagne                                       | Kim Jo-Sun Corée du Sud                                     |
| Par équipe femmes | Corée du Sud Kim Du-Ri Kim Jo-Sun Kang Hyun-Ji    | Ukraine Yelena Sadovnitchaya Lina Herassimenko Tatiana Muntain | Turquie Deniz Gunay Zehra Oktem Elif Altınkaynak            |

### Arc à poulie
| Event             | Or                                                       | Argent                                                    | Bronze                                                  |
| ----------------- | -------------------------------------------------------- | --------------------------------------------------------- | ------------------------------------------------------- |
| Individuel hommes | Dee Wilde États-Unis                                     | Terry Ragsdale États-Unis                                 | Clint Freeman Australie                                 |
| Par équipe hommes | Hongrie Tibor Ondrik Antal Szokol Janos Povaszan         | Espagne Juan B. Sancho Jose I. Catalan Antonio Cerra      | Canada Jean-Claude Lacerte Brian Bagnall Andy Fochuk    |
| Individuel femmes | Fabiola Palazzini Italie                                 | Catherine Pellen France                                   | Jamie Van Natta États-Unis                              |
| Par équipe femmes | Italie Fabiola Palazzini Serena Pisaro Cristina Pernazza | États-Unis Jamie van Natta Tara Swanney Michelle Ragsdale | France Catherine Pellen Valerie Fabre Catherine Deburck |

### Tableau des médailles
| Rang | Nation       | Or | Argent | Bronze | Total |
| ---- | ------------ | -- | ------ | ------ | ----- |
| 1    | Corée du Sud | 4  | -      | 2      | 6     |
| 2    | Italie       | 2  | -      | -      | 2     |
| 3    | États-Unis   | 1  | 2      | 1      | 4     |
| 4    | Hongrie      | 1  | -      | -      | 1     |
| 5    | France       | -  | 1      | 1      | 2     |
| 6    | Belgique     | -  | 1      | -      | 1     |
| 6    | Allemagne    | -  | 1      | -      | 1     |
| 6    | Norvège      | -  | 1      | -      | 1     |
| 6    | Espagne      | -  | 1      | -      | 1     |
| 6    | Ukraine      | -  | 1      | -      | 1     |
| 11   | Australie    | -  | -      | 1      | 1     |
| 11   | Canada       | -  | -      | 1      | 1     |
| 11   | Russie       | -  | -      | 1      | 1     |
| 11   | Turquie      | -  | -      | 1      | 1     |